# Stedelijk Archief en Documentatiecentrum Aarschot
Het Stedelijk Archief en Documentatiecentrum Aarschot (SADA) is een instelling gevestigd op de tweede verdieping van de Openbare Bibliotheek van Aarschot in België.

## Doelstellingen
SADA vergaart en ontsluit archiefmateriaal (documenten, foto's, audio-visueel materiaal en zo meer) via haar Archiefbank Hageland. Het betreft archiefstukken die zich in de statische fase bevinden. Deze stukken zijn niet langer noodzakelijk voor de uitoefening van een administratie maar ze hebben wel een belangrijke erfgoedwaarde.
Daarnaast ontvangt en ontsluit SADA schenkingen van oude documenten van particulieren en verenigingen.

## Archiefbank Hageland
Archiefbank Hageland is een initiatief van SADA in samenwerking met het Stadsarchief van Diest. De originele documenten zijn in de aangegeven archiefbewaarplaats terug te vinden.